# Natural History (album)
Natural History è il primo album in studio del gruppo rock inglese I Am Kloot, pubblicato nel 2001.

## Tracce
1. To You - 3:16
2. Morning Rain - 3:21
3. Bigger Wheels - 3:27
4. No Fear of Falling - 2:10
5. Loch - 4:33
6. Storm Warning - 3:58
7. Dark Star - 2:21
8. Stop - 3:55
9. Sunlight Hits the Snow - 2:43
10. Twist - 2:57
11. 86 TV's - 2:54
12. Because (Il brano Because dura 5:20. Dopo 1 minuto e mezzo di silenzio, inizia la traccia nascosta Graffiti) - 7:21